# Achalandage
Ne doit pas être confondu avec Écart d'acquisition.
L'achalandage (anglais ː goodwill) est la partie de la clientèle de passage davantage retenue par l'emplacement du fonds de commerce que par la personne ou l'activité du commerçant.

## Droit par pays

### Droit français
La jurisprudence et la loi en France font de l'achalandage une partie du fonds de commerce, puisqu'elles parlent de clientèle et d'achalandage sans distinguer l'une de l'autre. [réf. nécessaire]

### Droit canadien
Dans l'arrêt Ciba-Geigy Canada Ltd. c. Apotex Inc., la Cour suprême du Canada définit le délit civil de passing off (commercialisation trompeuse) comme comportant trois crières ː 1) l'existence d'un achalandage, 2) la déception du public due à la représentation trompeuse et 3) des dommages actuels ou possibles pour le demandeur.

## Autre sens (non juridique)
Au Canada, le mot peut être synonyme d'affluence. Ainsi, on peut parler de l'achalandage d'une station de métro, c'est-à-dire la quantité de personnes qui s'en servent.